# Next-Generation Bomber
El programa Next-Generation Bomber (Bombardero de Próxima Generación), anteriormente llamado 2018 Bomber, fue un programa para desarrollar un nuevo bombardero medio para la Fuerza Aérea de los Estados Unidos. Originalmente estaba proyectado para entrar en servicio en torno al año 2018 como un sistema modelo "B-3" de carga media, medio alcance, subsónico y un muy alto grado de invisibilidad para aumentar y posiblemente en un grado limitado reemplazar la anticuada flota de bombarderos de la Fuerza Aérea de los Estados Unidos.
El 24 de junio de 2010 el teniente general Philip M. Breedlove dijo que el término "next-generation bomber" había muerto y que la Fuerza Aérea estaba trabajando en una "familia" de aviones de ataque de largo alcance que se basaría en las capacidades de sistemas como el F-35 y el F-22 para ayudar a conseguir un bombardero más asequible y versátil que completara sus misiones. Finalmente el programa de bombarderos pesados Long Range Strike Bomber (Bombardero de ataque de largo alcance, LRS-B) reemplazó al programa NGB y el modelo elegido fue el Northrop Grumman B-21 Raider, que actualmente se espera que entre en servicio en 2026-2027.